# Knife Fight
Knife Fight é um filme de suspense político. É estrelado por Rob Lowe, Jamie Chung e Richard Schiff. É dirigido por Bill Guttentag e co-escrito por Bill Guttentag e o ex-porta-voz de Al Gore, Chris Lehane. O filme foi rodado em São Francisco, Califórnia. O filme estreou no Tribeca Film Festival de 2012 e foi lançado nos cinemas dos Estados Unidos em 25 de janeiro de 2013 e foi lançado em vídeo sob demanda e digitalmente no dia 28 de janeiro de 2013. Davey Havok da banda de punk/hardcore/rock AFI faz uma aparição.

## Elenco
- Rob Lowe             ... Paul Turner
- Carrie-Anne Moss     ... Penelope
- Jamie Chung          ... Kerstin
- Richard Schiff       ... Dimitris
- Eric McCormack       ... Larry
- Julie Bowen          ... Peaches
- Jennifer Morrison    ... Angela
- Amanda Crew          ... Helena
- Lorraine Toussaint   ... Brenda
- Saffron Burrows      ... Sophia
- Shirley Manson       ... Nicole
- Davey Havok          ... Jimmy[7]
- Chiara de Luca       ... Julia
- Brooke Newton            ... Tawny